# Приднестровско-украинские отношения
Приднестровско-украинские отношения — двусторонние дипломатические отношения между непризнанным государством Приднестровской Молдавской Республикой (Приднестровьем) и Украиной. Киев не признаёт независимость Приднестровья от Молдавии.

## Обзор
В 1924 году была образована Молдавская Автономная Советская Социалистическая Республика в составе Украинской Советской Социалистической Республики. До 1940 года территория, которая в настоящее время является Приднестровьем, была частью Украинской ССР. Отношения между Приднестровьем и Украиной менялись несколько раз в зависимости от внешнеполитической ориентации правительства в Киеве. До 2014 года Украина претендовала на роль «главного окна Приднестровья во внешний мир». В настоящее время около 29 % населения Приднестровья составляют этнические украинцы.

## История
В июне 1992 года президент Украины Леонид Кравчук заявил, что Украина гарантирует независимость Приднестровья в случае молдавско-румынского объединения. Украинские власти втайне вели переговоры с правительством Приднестровья с целью присоединения его к Украине. В 2001 году представители Европейского союза обратились к украинскому правительству с просьбой закрыть приднестровско-украинскую границу. Правительство Украины при правлении президента Леонида Кучмы проигнорировало эти просьбы.
В период с конца 2004 года по начало 2005 года в результате Оранжевой революции украинское правительство сменилось, и Виктор Ющенко стал новым президентом. В 2006 году правительство Виктора Ющенко начало сотрудничать с ЕС и центральным правительством Молдавии в целях контроля над трансграничным движением в Приднестровье. В 2005 году стартовала Миссия Европейского союза по приграничной помощи Молдавии и Украине («EUBAM»). В начале 2006 года правительство Украины разрешило пересечение границы без проверки миссией «EUBAM». Летом 2006 года министр иностранных дел Украины Борис Тарасюк посетил Приднестровье, но вместо встречи с властями, посетил могилу Ивана Мазепы в Бендерах. Его визит был сорван демонстрантами, выступающими против НАТО. Во время президентства Виктора Януковича Украина поддерживала позицию России в отношении Приднестровья. Украина также поддержала тактику «маленьких шагов» в переговорах в формате «5 + 2» по урегулированию приднестровского конфликта.
Украинский кризис 2014 года имел в основном экономические последствия для Приднестровья. После столкновений в Одессе в 2014 году украинские официальные лица заявили, что в них участвовали граждане России из Приднестровья. По некоторым сведениям, президент Украины Пётр Порошенко стал олигархом благодаря схемам, связанным с Приднестровьем. В 2014 году Пётр Порошенко заявил, что Приднестровье не суверенное государство, а, скорее, название региона на границе Украины и Молдовы. В 2017 году Президент Приднестровской Молдавской Республики Вадим Красносельский заявил, что у Приднестровья «традиционно хорошие отношения с (Украиной), мы хотим их поддерживать» и «мы должны строить наши отношения с Украиной — это объективная необходимость». После победы на президентских выборах 2019 года Владимир Зеленский провёл пресс-конференцию с премьер-министром Молдовы Майей Санду и заверил в своей поддержке территориальной целостности Молдовы.
Отношения ещё сильнее обострились во время полномасштабного российского вторжения на Украину в феврале 2022 года. В начале войны Юрий Вернидуб, менеджер знаменитого тираспольского футбольного клуба «Шериф», уволился с работы, и добровольно вступил в ряды ВСУ. В начале марта украинские войска взорвали мост, соединяющий Приднестровье со страной.

## Торговля
Самая влиятельная приднестровская компания — «Шериф». Этот холдинг имеет обширные зарубежные контакты и хорошо развитую сеть партнёров, особенно в России, Белоруссии и на Украине.